# Przylądek Byrona
Przylądek Byrona (ang. Cape Byron) – przylądek nad Oceanem Spokojnym w Australii, w stanie Nowa Południowa Walia, w regionie Richmond - Tweed.
Przylądek Byrona jest najdalej wysuniętym punktem na wschód Australii.
Nazwa została nadana przez Jamesa Cooka, 15 maja 1770 roku, na cześć brytyjskiego podróżnika-badacza Johna Byrona.
Na przylądku znajduje się zabytkowa latarnia morska, wybudowana w 1901 roku, a u jego nasady położone jest miasto Byron Bay.

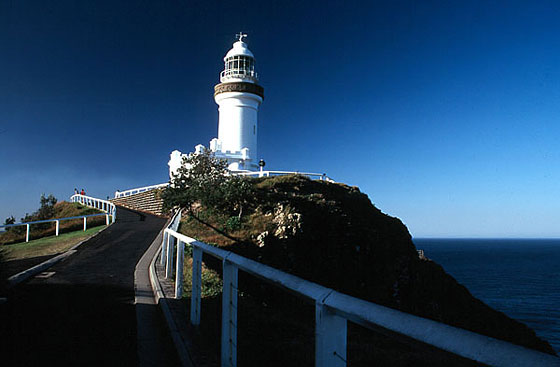
Latarnia morska znajdująca się na przylądku
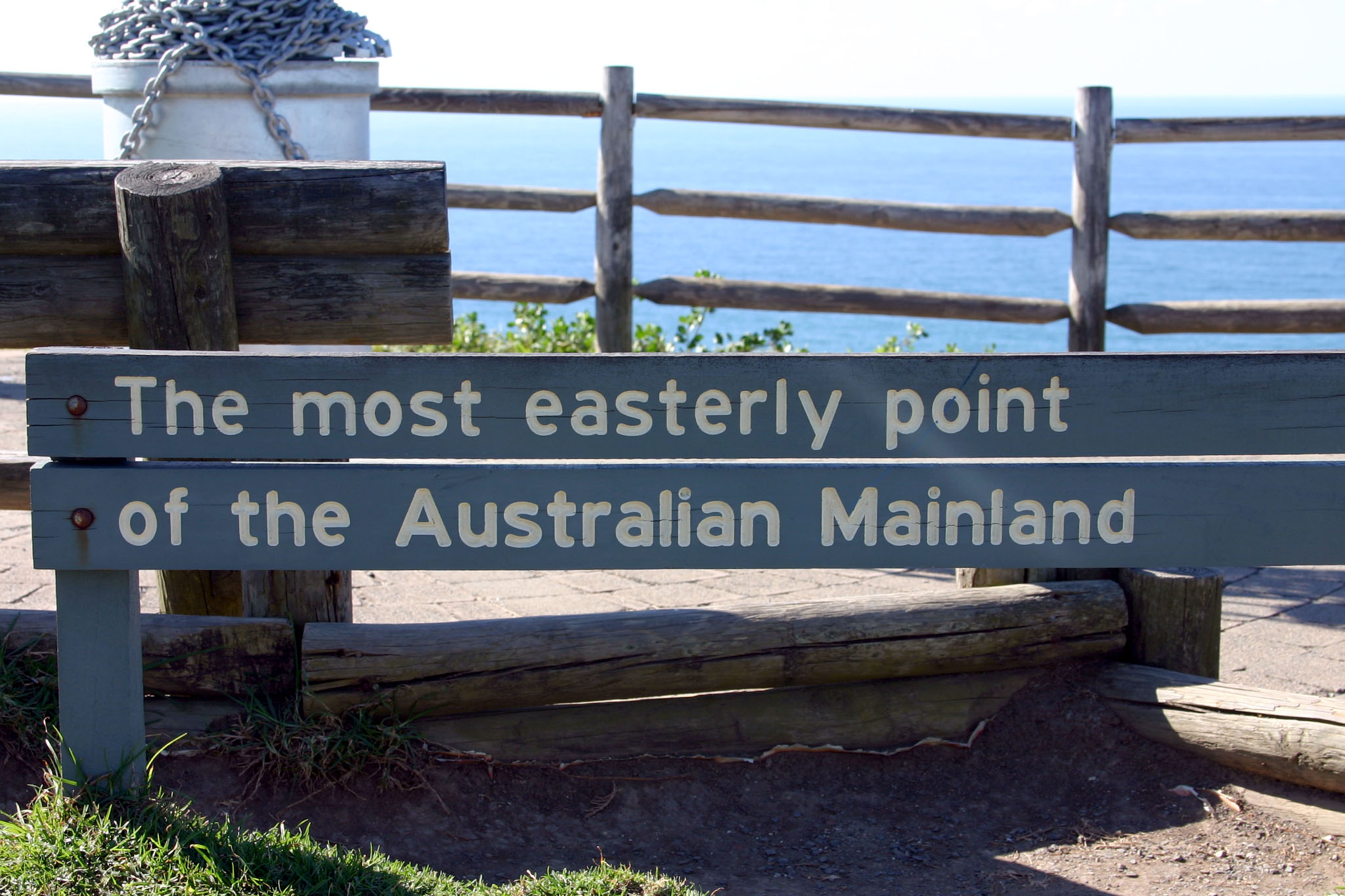
Tabliczka z napisem "Najbardziej wysunięty na wschód punkt stałego lądu Australii"